# 王降洞真观
王降洞真观，位于山西省晋城市高平市北城街道王降村，是一处山西省文物保护单位。

## 保护
2021年8月4日，王降洞真观公布为第六批山西省文物保护单位，古建筑类，编号6-207。